# علوم سامانه‌ها

تصویری از اندیشه سامانه در رابطه با جامعه

علوم سامانه‌ها یا علوم سیستم‌ها (به انگلیسی: Systems science - systemologiy (greco. σύστημα - systema, λόγος - logos)) حوزهٔ میان‌رشته‌ای علوم است که به مطالعهٔ ماهیت سامانه‌های پیچیده در طبیعت، جامعه، و علوم می‌پردازد. هدف آن توسعهٔ بنیادهای میان‌رشته‌ای است که در حوزه‌های گوناگونی مثل مهندسی، زیست‌شناسی، پزشکی و علوم اجتماعی قابل اعمال باشند.
علوم سامانه‌ها حوزه‌های علوم صوری مثل سامانه‌های پیچیده، رایانیک، نظریه سامانه‌های پویا، و نظریه سامانه‌ها، و کاربردها در زمینه‌های علوم طبیعی و اجتماعی و مهندسی همچون نظریه کنترل، تحقیق در عملیات، نظریه سامانه‌های اجتماعی، زیست‌شناسی سامانه‌ها، پویایی‌های سامانه، بوم‌شناسی سامانه‌ها، مهندسی سامانه‌ها و روانشناسی سامانه‌ها را پوشش می‌دهد.